# The Confession
The Confession is een Amerikaanse film uit 2013 gemaakt door Hallmark Channel en gebaseerd op het gelijknamige boek van Beverly Lewis. Het is het vervolg van een triologie; voorloper The Shunning en het slot The Reckoning.

## Verhaal
Katie Lapp is door de Amishgemeenschap van Lancaster County in de ban gedaan. Ze mag geen contact meer hebben met haar familie en vrienden. Wanneer ze bovendien ontdekt dat ze geadopteerd is, verlaat ze Hichory Hollow met pijn in haar hart. 
Een vreemd, nieuw leven ligt voor haar. Andere kleding, een ander kapsel - en een andere naam: Katherine Mayfield, de naam die haar echte moeder Laura haar bij haar geboorte gegeven heeft. Maar waar is Laura? Katherine weet maar heel weinig van haar moeder: haar naam, de staat waarin ze woont, en het feit dat ze stervende is... 
Katherines speurtocht voert haar naar een groot landgoed in de staat New York. Daar komt ze terecht in een verwarrende wereld van hebzucht, samenzwering en verraad. De uitdagingen van de Amishgemeenschap staan haar in de weg, samen met een man, die andere plannen heeft met de erfenis van haar biologische moeder. Hoe kan Katherine bewijzen dat zij Laura's dochter is?

## Rolbezetting
| Acteur                | Personage              | Opmerkingen                     |
| --------------------- | ---------------------- | ------------------------------- |
| Katie LeClerc         | Katie Lapp             | protagonist                     |
| Bill Oberst Jr.       | Samuel Lapp            | Katies vader                    |
| Sandra Van Natta      | Rebecca Lapp           | Katies moeder                   |
| Sherry Stringfield    | Laura Mayfield-Bennett | Katies biologische moeder       |
| Alexa Yeames          | Laura Mayfield-Bennett | Katies jonge biologische moeder |
| Cameron Deane Stewart | Daniel Fisher          | Katies vroegere vriendje        |
| Burgess Jenkins       | John Beiler            | Katies verloofde                |